# جون رينولدز (سياسي)
جون رينولدز (بالإنجليزية: John Reynolds)‏ هو سياسي أيرلندي، ولد في 1794، وتوفي في 1868. حزبياً، نشط في Repeal Association ‏. في الانتخابات العامة في المملكة المتحدة 1847 ‏، انتخب عضو برلمان المملكة المتحدة الـ15 عن دائرة Dublin City (UK Parliament constituency) ‏ (29 يوليو 1847 – 1 يوليو 1852).